# Shinobi Shaw
Shinobi Shaw est un personnage de fiction, super-vilain appartenant à l'univers de Marvel Comics. Créé par Chris Claremont, il est apparu pour la première dans le comic book X-Factor #67, en 1990. Il est membre du Club des Damnés et aussi connu sous le nom de Roi Noir, Black King en version originale.

## Biographie du personnage
Shinobi est le fils de Sebastian Shaw, un des leaders du Club des Damnés
Shaw faisait partie des Parvenus. Leur but était de chasser certains adversaires et de gagner des points. Parmi leur cibles se trouvaient les Nouveaux Mutants et les Hellions. Ils furent vaincus par X-Force et les New Warriors.
Shaw tenta de tuer son père et pensa avoir réussi. Il prit alors le contrôle du Club, en portant le titre le Roi Noir.
Shaw voulut ensuite redonner au Club sa gloire passée et approcha Warren Worthington III/Angel et Psylocke/Betsy Braddock pour le faire entrer dans le Cercle Intérieur. Ce dernier refusa son offre. Il essaya aussi avec Tornade, qui refusa elle aussi.
Shaw perdit sa place, qui fut récupérée par son père.

## Pouvoirs et capacités
Shinobi est un mutant qui peut altérer sa densité, du diamant à l'intangibilité. Il se sert souvent de son pouvoir pour fuir ou se défendre, mais on l'a déjà vu s'en servir au combat, en plongeant son poing dans le cœur de ses victimes, alors frappées d'un infarctus. Ses pouvoirs étant assez proche du contrôle de la matière qu'avait Harry Leland, il se demande parfois si celui-ci ne serait pas son véritable père.